# Aeroportul Kaieteur
Aeroportul Kaieteur (IATA: KAI, ICAO: SYKA) este un aeroport din Potaro-Siparuni, Guyana ce deservește zona Parcul Național Kaieteur.
Situat la o altitudine de 463 m, aeroportul dispune de 1 pistă.

## Infrastructură

### Piste
Aeroportul dispune de o singură pistă. Pista 07/25 are suprafața de beton. 